# Gurney Flap

Rotmarkierter Gurney Flap an einem Spoiler

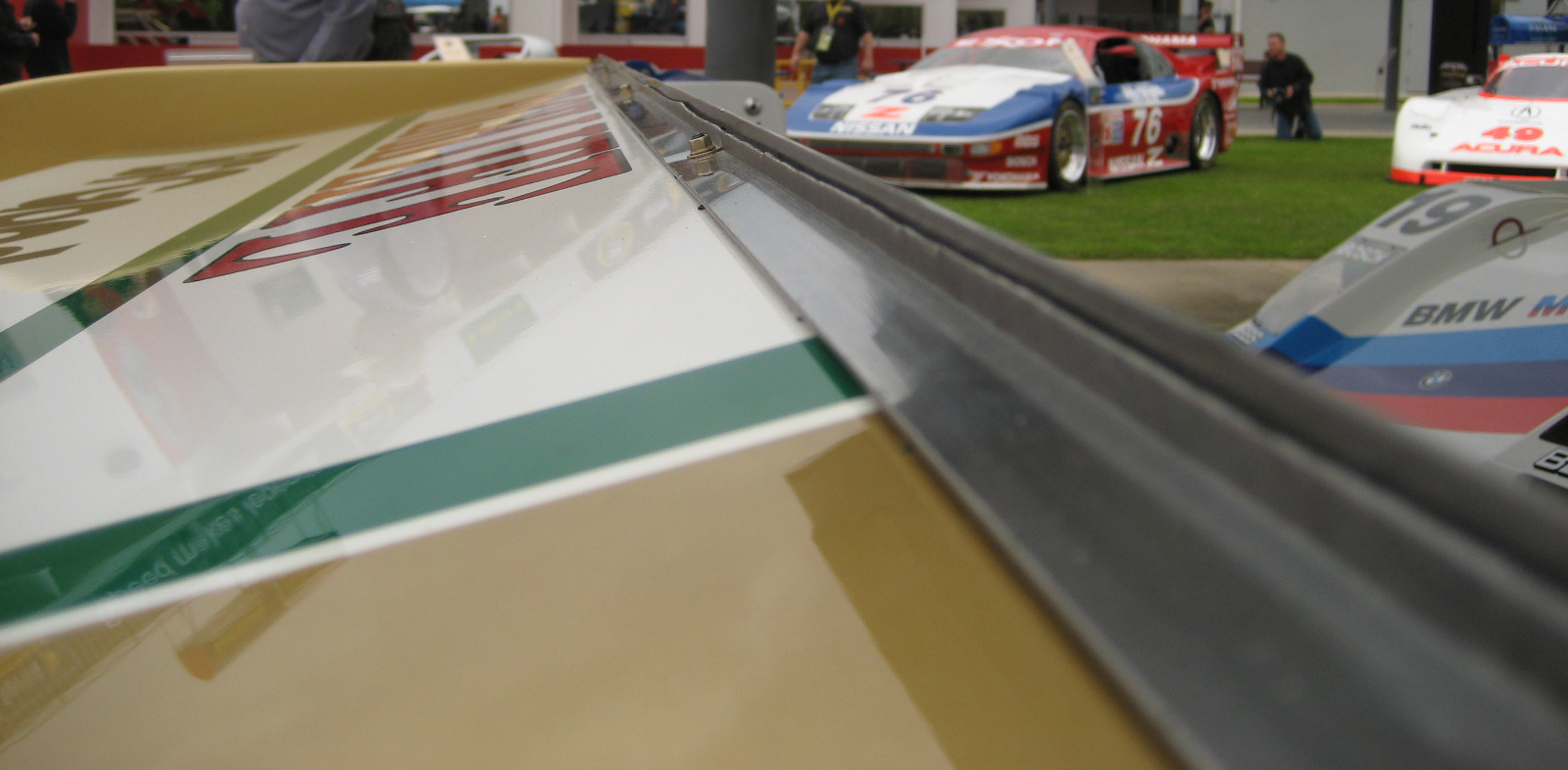
Gurney Flap an einem Porsche 962

Ein Gurney Flap ist ein aerodynamisches Bauteil, benannt nach seinem Erfinder Dan Gurney, einem ehemaligen Automobilrennfahrer. Gurney hat als Besitzer seines Indycar-Teams All American Racers bei Testfahrten 1971 dem Heckflügel eine Abrisskante hinzugefügt. Es handelt sich dabei um kleine Klappen oder Blechwinkel am Ende eines aerodynamischen Profils (Flügels). Ihre Größe beträgt ungefähr ein Prozent der Flügelsehnenlänge. Die Flaps stehen meist in einem 90° Winkel zum Profil. Ihre Funktion ist im Automobilsport die Vergrößerung der Anpresskraft des Wagens auf die Straßen bei nur geringfügiger Erhöhung des Luftwiderstandes. Im Automobilsport sind die Flaps somit auf der Oberseite des Profils angeordnet. An Serienfahrzeugen findet man Gurney-Flaps bei verschiedenen Porsche 911 GT3 sowie dem Cayman GT4 auf dem Heckflügel.
Neuere Forschungen untersuchen auch die Verwendungsmöglichkeiten in anderen Anwendungsgebieten wie Windkraftanlagen oder Hochauftriebssystemen an Flugzeugen. Bei Airbus heißen diese Klappen MiniTEDs (Mini Trailing Edge Devices, siehe auch Adaptiver Flügel) und hängen an der Unterseite der Flügelenden (Querruder und Landeklappen). Sie sollen aufgrund ihrer schnellen Beweglichkeit auch in der Lage sein, Böen aktiv auszugleichen.
Der Gurney Flap erhöht den Druck auf der Überdruckseite und verringert den Druck auf der Saugseite und hilft somit der Grenzschicht, auf der Saugseite bis zum Ende des Flügels anzuliegen.